# Centennialita
La centennialita és un mineral de la classe dels halurs. Rep el nom de la mina Centennial, situada a l'estat de Michigan, als Estats Units, la seva localitat tipus.

## Característiques
La centennialita és un halur de fórmula química CaCu₃Cl₂(OH)₆·nH₂O (n ~ 0.7). Va ser aprovada com a espècie vàlida per l'Associació Mineralògica Internacional l'any 2013, sent publicada per primera vegada el 2017. Cristal·litza en el sistema trigonal. És una espècie relacionada amb la kapellasita, la haydeeïta i la misakiïta, així com amb la calumetita.
Els exemplars que van servir per a determinar l'espècie, el que es coneix com a material tipus, es troben conservats a les col·leccions mineralògiques del museu de mineralogia de Paris, a França, amb els números 83080 i 14073, i al Museu Mineral de la Universitat d'Arizona, a Tucson (Arizona), amb els números de catàleg: 19588 i 8789.

## Formació i jaciments
Va ser descoberta a la mina Centennial, situada a la localitat homònima dins el comtat de Houghton, a l'estat de Michigan (Estats Units), on sol trobar-se associada a la calumetita i a altres minerals del grup de l'atacamita. Aquest indret és l'únic a tot el planeta on ha estat descrita aquesta espècie mineral.